# Asbjørn Selsbane
Asbjørn Selsbane Sigurdsson (apodado, matador de focas 1002 - 1024) fue un vikingo de Noruega en el siglo XI, conocido por sus expediciones de caza de focas, de ahí su apodo «Selsbane». Hijo del bóndi terrateniente Sigurd Toresson. Era sobrino del rey rugio Erling Skjalgsson y aliado en su lucha contra el feudalismo y cristianización de Olaf II. 
Asbjørn fue asesinado por el sheriff de Hålogaland, Åsmund Grankjellson. Su muerte acabó por enturbiar las difíciles relaciones entre Erling y Olaf II. Otro tío de Asbjørn, el caudillo líder de los bóndi Thorir Hund, mantuvo un fuerte sentimiento de venganza contra la corona por este hecho, guardó la lanza que mató a su sobrino y la usó en la famosa batalla de Stiklestad, fue un acto de venganza justiciera conocido como Selshevneren («la venganza de Sels»).
La historia se encuentra en la obra de Snorri Sturluson, Óláfs saga helga, y Ásbjarnar þáttr Selsbana.